# Василка Ладинска
Василка Ладинска (на македонска литературна норма: Василка Ладинска) е архитектка от Северна Македония.

## Биография
Родена е на 2 октомври 1928 година в Куманово, тогава Кралството на сърби, хървати и словенци. Завършва Архитектурния факултет на Техническото висше училище в Белград в 1954 година. Проектира и реализира жилищни, обществени и здравни обекти. Занимава се и с публицистика, авторка е на много статии в научни списания. По-важни творби са жилищен блок на улица „Македония“ в Скопие (1962), жилищен обект на улица „Илинден“ в Скопие (1986 и 1987), Гимназия „Йосип Броз Тито“ в Скопие (1966), Комунална банка в Куманово (1964).
В 2005 година получава наградата за цялостно творчество „Андрей Дамянов“.